# Drenovo (Čaška)
Drenovo (en macédonien Дреново) est un village du centre de la Macédoine du Nord, situé dans la municipalité de Tchachka. Le village comptait 35 habitants en 2002.

## Démographie
Lors du recensement de 2002, le village comptait :
- Macédoniens : 35